# Dire Dawa
Dire Dawa är den näst största staden i Etiopien och är belägen vid gränsen mellan Oromia och östra Somaliregionen. Dire Dawa är en av landets två privilegierade städer, och beräknaes ha totalt 377 000 invånare 2011 varav 256 774 invånare bodde i själva centralorten.
Staden är ett industriellt centrum, hem för flera marknader och Aba Tenna Dejazmach Yilma International Airport. Haramaya universitet ligger ca 40 kilometer från staden.

## Historia
Staden grundades den 24 december 1902, då järnvägen Addis Abeba-Djibouti stod färdig, som en stationsstad till Harar, vars höga läge järnvägen inte kunde nå. Floden Dachatu, som under torrtiden är torrlagd, åtskiljer de gamla kvarteren från de nya, moderna.
År 1955 installerades en högtalaranläggning på det centrala torget, för att ta emot radiosändningar från statlig radio och för att kunna återutsända dem.
Det har rått konflikter i staden sedan 1999, med omfattande sammandrabbningar mellan oromo och somalier om vilka som har rätt att styra staden. Det har förekommit demonstrationer och uppror relaterade till etnisk tillhörighet. Regeringen har utnämnt flera borgmästare under kort tid.

### Ordförande i förvaltningsrådet[3]
- Dametew Demissie 1990
- Salomon Hailu 1990 - 2003
- Fisseha Zerihun 2003 - 2006
- Abdulaziz Mohammed 7 augusti 2006 till 2008
- Adem Farah juni 2008 - 2010
- Asad Ziad juni 2010 - nuvarande

## Näringsliv och kommunikationer
I staden sker omfattande handel med kaffe och hudar. Här finns också järnvägsverkstäder, samt textil-, konserv- och cementindustri. Viss förädling av livsmedel, bland annat kött och kaffe. Staden har en jordbrukshögskola.
Järnvägen mellan Addis Abeba och Djibouti går genom Dire Dawa. Dire Dawa Airport ligger 1 km norr om staden.
Dire Dawa var den tredje staden i Etiopien som fick postservice. Telefontjänst fanns tillgänglig sedan 1954, 1967 hade Dire Dawa nästan 500 telefonnummer, mer än alla andra städer. CSA beräknar att under 2005 hade alla jordbrukare i Dire Dawa totalt 40 400 nötkreatur (vilket motsvarar 0,1% av Etiopiens totala boskap), 46 280 får (0,27%), 118 770 getter (0,92%), 8 820 åsnor (0,35%), 5 070 kameler (1,11%), 44 740 fjäderfän av olika arter (0,14%) och 840 bikupor (mindre än 0,1%).

## Demografi
- Etniska grupper: oromo (46,08 %), somalier (24,24 %), amhara (20,09 %), gurage (4,54 %), övrigt 5,05 %.[5]
- Religiös tillhörighet: kristna 28,8 % (etiopisk-ortodoxa 25,6 %, protestanter 2,8 %, katoliker 0,4 %), muslimer 70,9 %, animister 0,1 %, övrigt 0,2 %.[5]

Enligt CSA, 2004, hade 90,76% av den totala befolkningen tillgång till säkert dricksvatten varav 69,61% på landsbygden och 99,48% i tätorten. Andra indikatorer på Dire Dawas levnadsstandard är: 11,4% av invånarna hamnar i den lägsta nivån av rikedom, läskunnighet bland vuxna för män är 76,6% och för kvinnor 53%, och barnadödligheten är 71 döda spädbarn per 1 000 levande födda, vilket är mindre än det rikstäckande genomsnittet på 77, varav minst hälften av dessa dödsfall inträffade under spädbarnets första levnadsmånad.

## Klimat
|                                            | Jan | Feb | Mar | Apr | Maj | Jun | Jul | Aug | Sep | Okt | Nov | Dec |
| ------------------------------------------ | --- | --- | --- | --- | --- | --- | --- | --- | --- | --- | --- | --- |
| Normaldygnets maximitemperaturs medelvärde | 49  | 47  | 44  | 43  | 40  | 38  | 35  | 39  | 41  | 43  | 44  | 46  |
| Normaldygnets minimitemperaturs medelvärde | 41  | 40  | 37  | 35  | 32  | 30  | 29  | 31  | 33  | 35  | 38  | 40  |
|                                            |     |     |     |     |     |     |     |     |     |     |     |     |
| Nederbörd                                  | 7   | 9   | 5   | 13  | 27  | 33  | 31  | 36  | 29  | 24  | 16  | 10  |

| Diagram | temperaturer i °C • månadsnederbörd i mm | temperaturer i °C • månadsnederbörd i mm | temperaturer i °C • månadsnederbörd i mm | temperaturer i °C • månadsnederbörd i mm | temperaturer i °C • månadsnederbörd i mm | temperaturer i °C • månadsnederbörd i mm | temperaturer i °C • månadsnederbörd i mm | temperaturer i °C • månadsnederbörd i mm | temperaturer i °C • månadsnederbörd i mm | temperaturer i °C • månadsnederbörd i mm | temperaturer i °C • månadsnederbörd i mm | temperaturer i °C • månadsnederbörd i mm |
|         | 7 49 41                                  | 9 47 40                                  | 5 44 37                                  | 13 43 35                                 | 27 40 32                                 | 33 38 30                                 | 31 35 29                                 | 36 39 31                                 | 29 41 33                                 | 24 43 35                                 | 16 44 38                                 | 10 46 40                                 |